# 2014 au Vanuatu
Cet article présente les faits marquants de l'année 2014 au Vanuatu.

## Évènements
- mars : Le cyclone Lusi frappe le pays, faisant 3 morts, endommageant sévèrement les foyers de 40 000 personnes, endommageant les cultures vivrières sur certaines îles et provoquant la contamination de puits d'eau douce avec de l'eau de mer[1].

- 15 mai : Le Parlement crée la surprise en contraignant le premier ministre Moana Carcasses Kalosil (Confédération verte) à démissionner. La motion de censure à son encontre est adoptée par trente-cinq voix contre onze, alors qu'il semblait disposer toujours d'une majorité. Plusieurs partis de sa coalition (dont le Vanua'aku Pati et le Parti Terre et Justice) rejoignent l'opposition au moment du vote. À la suite de la démission de Carcasses, le Parlement élit Joe Natuman (du Vanua'aku Pati) au poste de premier ministre, avec quarante voix[2].

- 22 septembre : Baldwin Lonsdale est élu président de la République par les députés du Parlement national et les présidents des provinces[3].

- 9 décembre : Décès de Jean-Marie Léyé, président de la république de 1994 à 1999[4].